# داستان یک شوالیه
داستان یک شوالیه (به انگلیسی: A Knight's Tale) فیلمی ۱۳۴ دقیقه‌ای به کارگردانی برایان هالگلند در ژانر کمدی ماجراجویی قرون وسطایی محصول ایالات متحدهٔ آمریکا است. هیث لجر، شانین سوسامون، مارک ادی، آلن تودیک، روفس سوئل، لورا فریزر و پل بتانی در این فیلم ایفای نقش می‌کنند. داستان فیلم به سبک آناکرونیسم روایت می‌شود و دربارهٔ یک دهقان است که به عنوان یک شوالیه ظاهر می‌شود و در مسابقات شرکت می‌کند و موفق به دوستی و آشنایی با شخصیت‌هایی همچون ادوارد، شاهزاده سیاه و جفری چاوسر می‌شود.

## خلاصه داستان
ویلیام تاچر دوره‌گردی است که هیچ اصل و نسبی ندارد و با جعل عنوان لرد اولریک وارد مسابقات مبارزه با نیزه شوالیه‌ها می‌شود.

## بازیگران
- هیت لجر در نقش ویلیام تاچر
- شانین سوسامون در نقش جوسلین
- پل بتانی در نقش جفری چاوسر
- روفوس سیول در نقش کانت
- مارک ادی در نقش رونالد
- آلن تودیک در نقش وات
- جیمز پیروفوی در نقش ادوارد، شاهزاده سیاه
- برنیس بژو در نقش کریستینا
- لورا فریزر در نقش کیت
- آلیس کانر